# 무학여자고등학교
무학여자고등학교(舞鶴女子高等學校)는 대한민국 서울특별시 성동구 행당동에 위치한 공립 고등학교이다.

## 학교 연혁
- 1940년 3월 30일 : 경성 무학 공립고등학교 설립 인가
- 1940년 4월 20일 : 개교식 거행(1학년 160명 입학), 경성 종로소학교 일부 사용
- 1941년 4월 1일 : 성동구 행당동 새 교사로 이전
- 1944년 3월 20일 : 제1회 졸업식 거행(4년제)
- 1945년 10월 1일 : 서울무학공립여자중학교로 개교(6년제), 차사백 초대 교장 취임
- 1951년 12월 31일 : 학사개정으로(3년제) 성동여자중학교(무학여중)와 무학여자고등학교로 분리 명명
- 1968년 10월 1일 : 중학교 평준화에 따라 무학여자고등학교와 무학여자중학교로 분리
- 1974년 3월 2일 : 고교 평준화에 따라 36학급 인가, 32학급 편성
- 1977년 7월 23일 : 본관 개축 준공(지상 4층 27교실, 1층 7교실)
- 1978년 4월 30일 : 강당 개축 준공
- 1983년 12월 5일 : 신사임당 동상 건립 및 청학기념관 개관
- 2002년 5월 30일 : 종합정보센터 준공
- 2008년 2월 29일 : 본관 및 무학관 리모델링
- 2008년 11월 26일 : 학생식당 개관
- 2010년 3월 2일 : 서울특별시교육청 지정 교과교실 연구학교 운영
- 2023년 2월 3일 : 제78회 졸업 197명(총 졸업자수 35,495명)
- 2023년 3월 1일 : 제21대 강연흥 교장 취임
- 2023년 3월 2일 : 제81회 입학 202명

## 참고 자료
- 무학여자고등학교 - 한국교육학술정보원 학교알리미

## 사건 사고
1994년 성수대교 붕괴사고 당시 무학여자고등학교 학생 8명과 무학중학교 여학생 1명 그외 있다.